# Beta (mc)
Beta är en italiensk motorcykel-tillverkare, specialiserad på terrängmotorcyklar. Beta är mest kända för sina trialhojar med vilka de vunnit ett flertal VM-titlar i grenen. 2005 lanserade märket en serie enduromotocyklar med KTM-motorer. De tillverkas även mopeder av vespa och super motard typ med märket Beta.

## Galleri

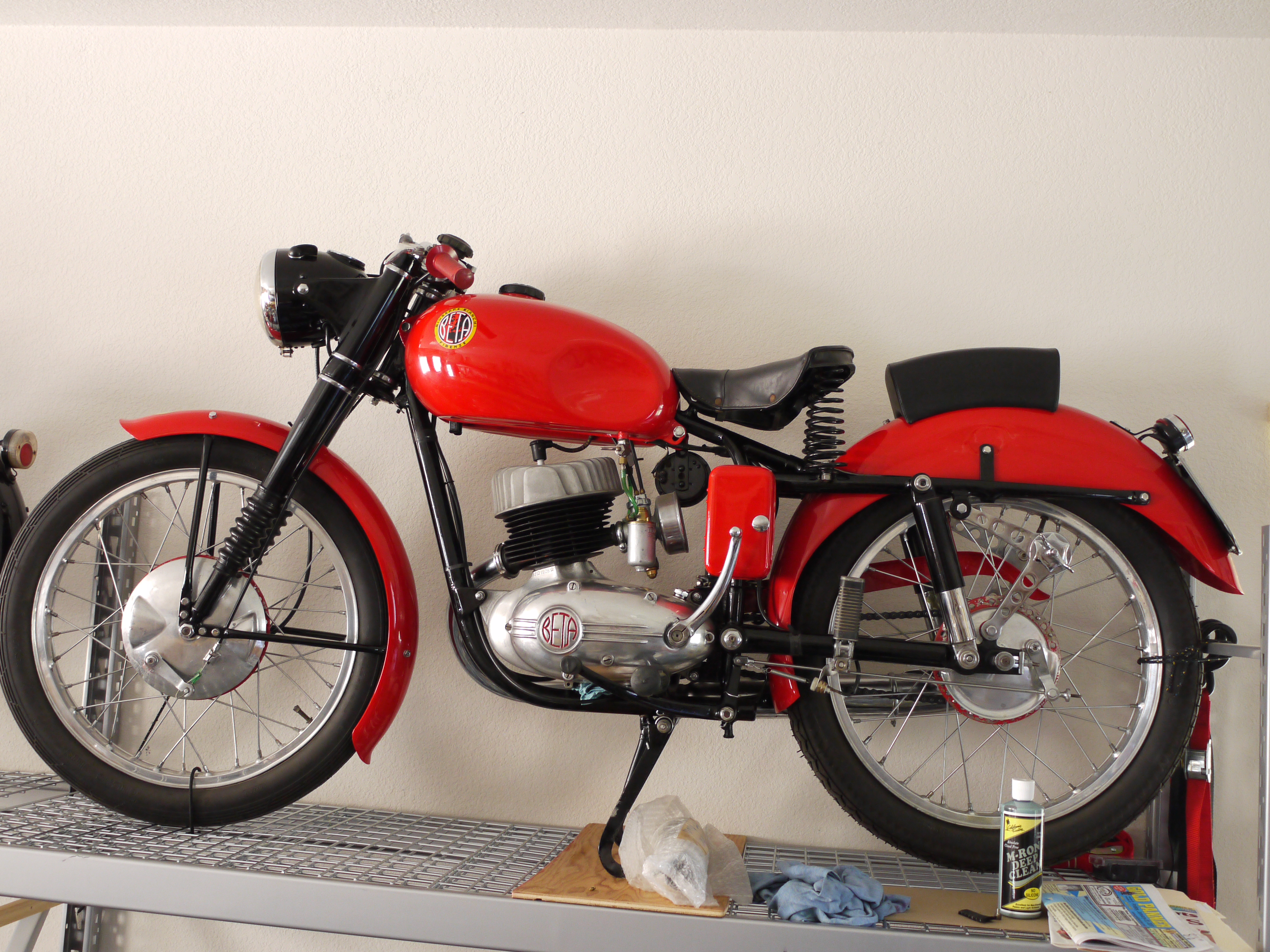
Beta 160 Sport
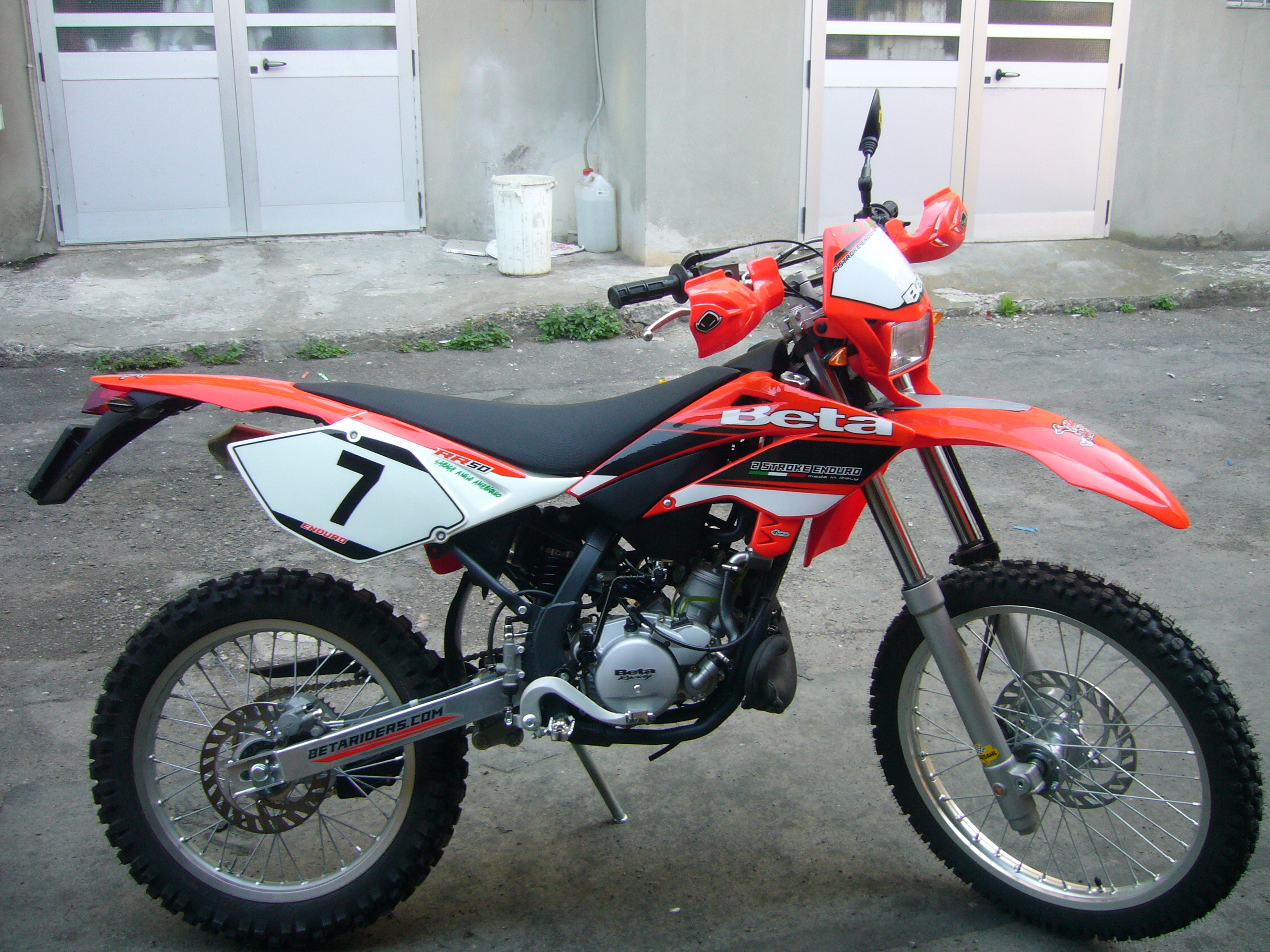
Beta 50 RR Enduro
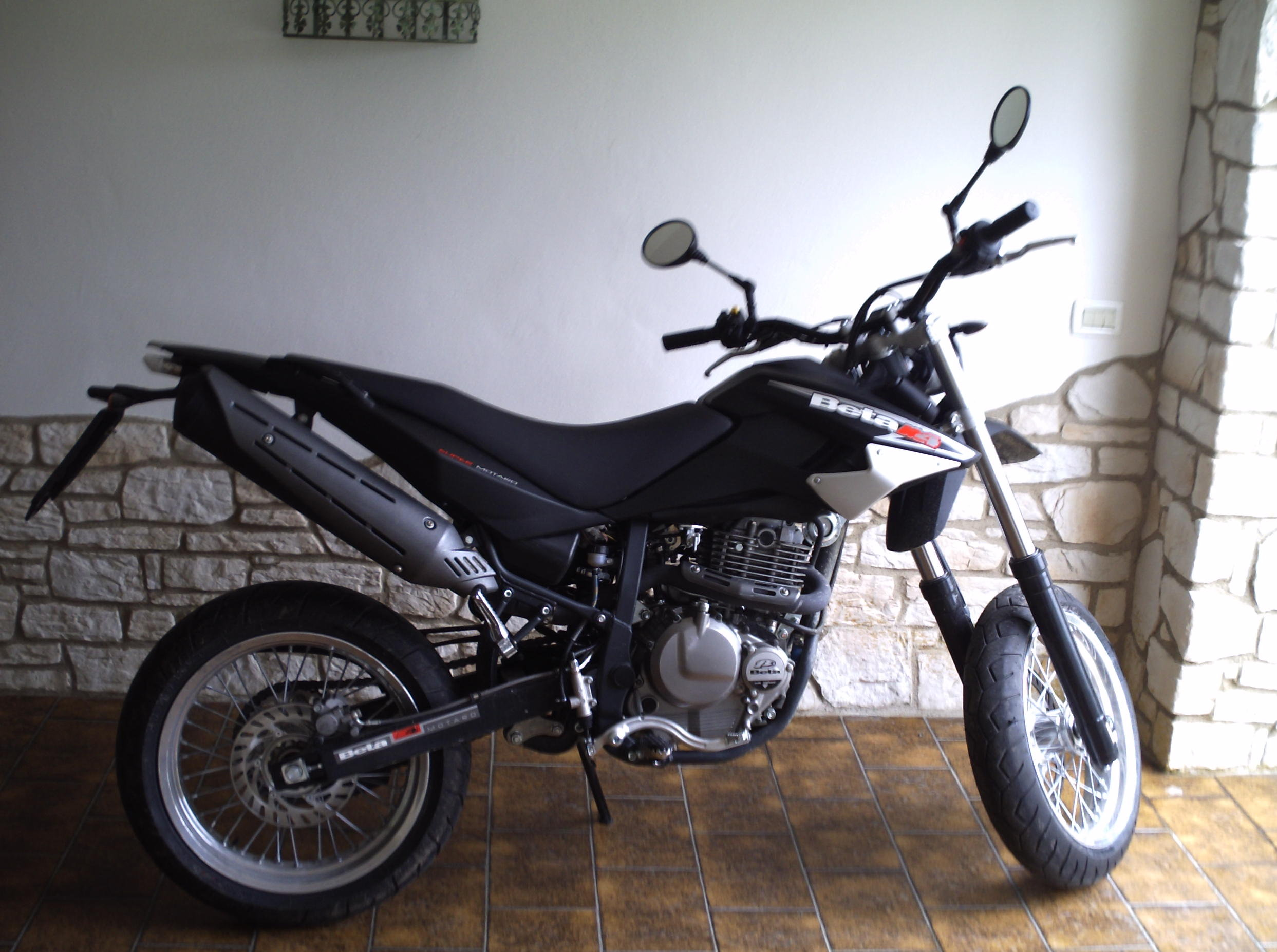
Beta M4
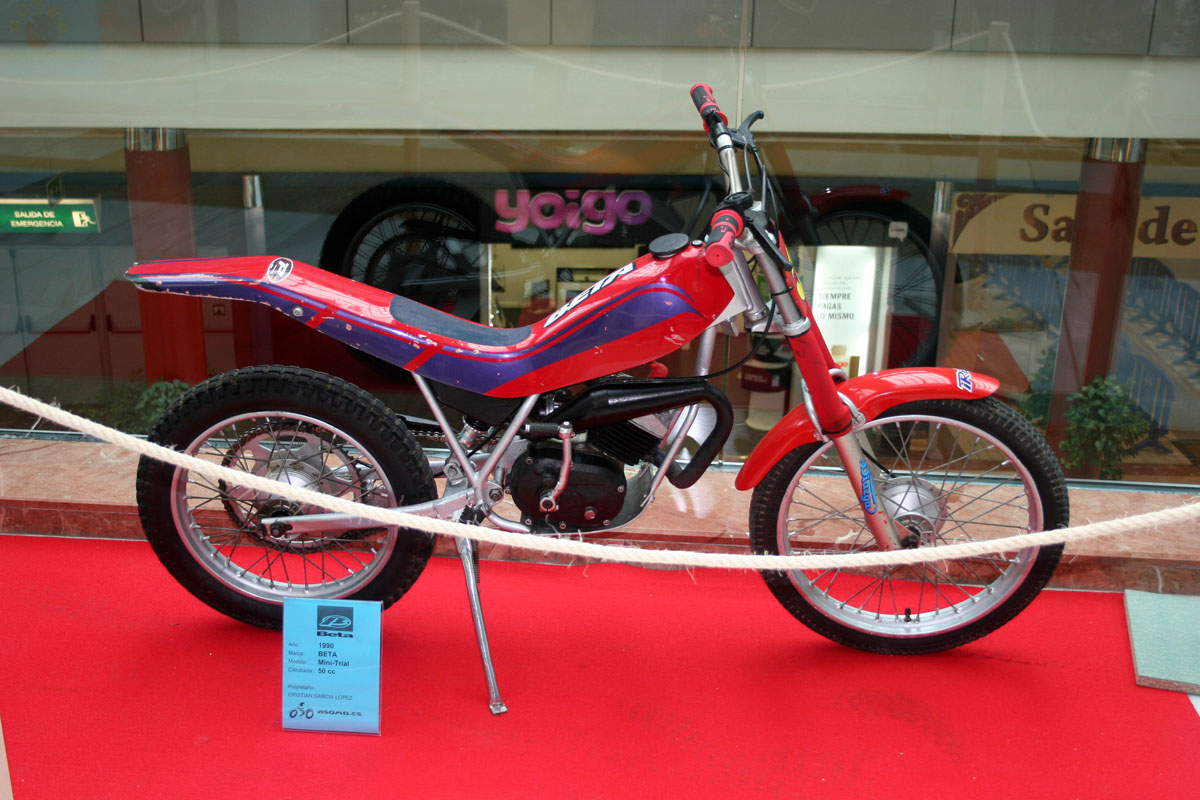
Beta Mini Trial 50
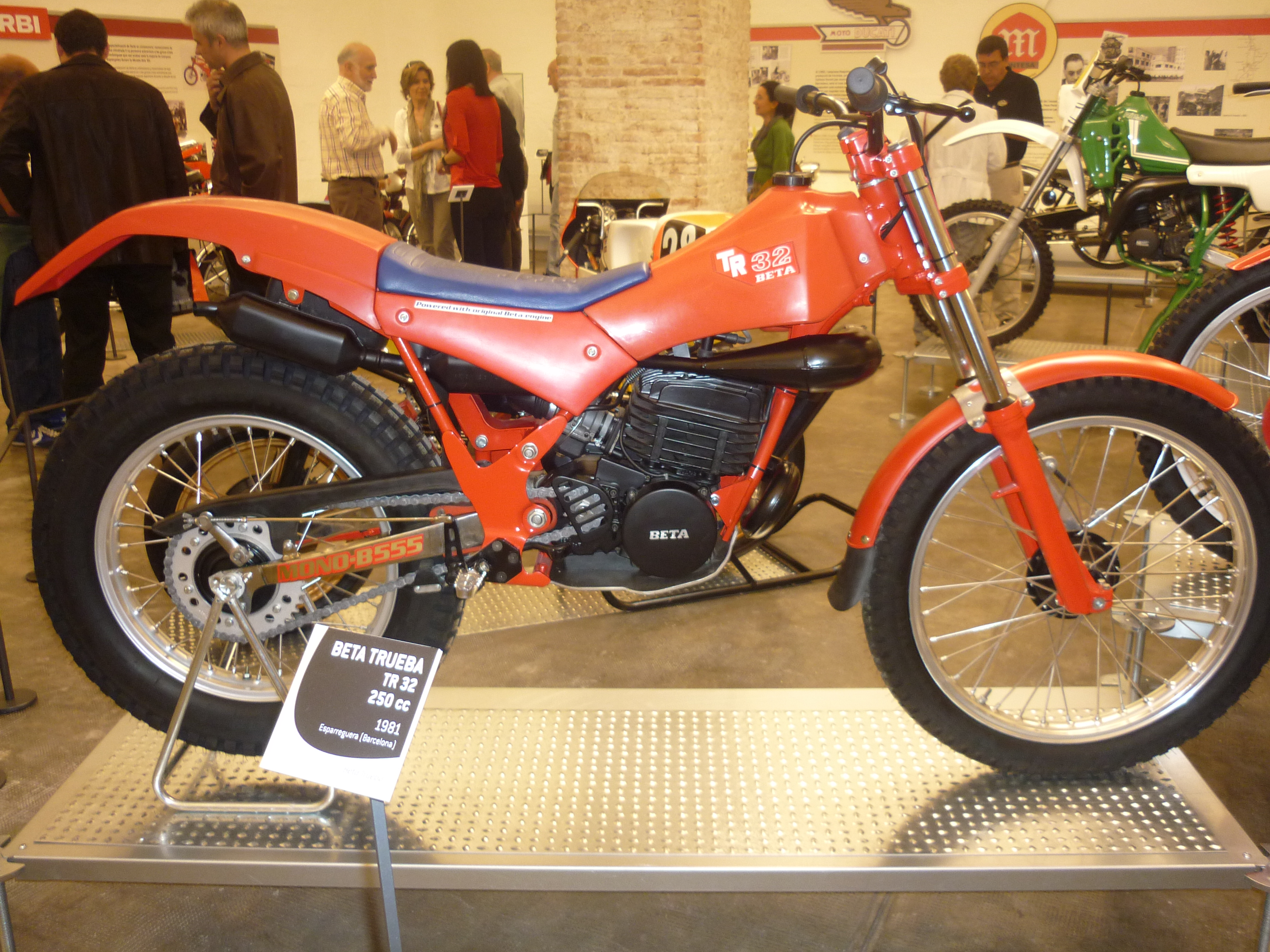
Beta Trueba TR32